# Carnevale di Putignano
Il Carnevale di Putignano è una manifestazione che si svolge con cadenza annuale nella Città di Putignano, in Puglia. Nel 2025 è giunto alla sua 631ª edizione. La maschera caratteristica della manifestazione è Farinella, deve il suo nome all'omonima pietanza, tipica di Putignano. È organizzata con cadenza annuale dalla Fondazione Carnevale di Putignano.

## Storia

### Le origini
Secondo la tradizione, il Carnevale di Putignano risale al 1394, quando le scorrerie saracene sulle coste della Puglia impongono di spostare le reliquie del protomartire Santo Stefano, protettore della Città di Putignano, dall'abbazia di Monopoli verso l'entroterra, per poterle difendere più facilmente.
Putignano venne scelta come meta per il trasferimento: all'arrivo delle reliquie, i contadini, in quel momento impegnati nell'innesto della vite (la cosiddetta propaggine), lasciarono i campi e si accodarono festanti alla processione, abbandonandosi a balli e canti. Ci furono poi alcuni che recitarono in vernacolo scherzi, versi e satire improvvisati. Secondo gli storici, nascevano in quel momento le Propaggini, ancora oggi cuore della tradizione carnevalesca locale ed evento che segna l'inizio della manifestazione, ogni 26 dicembre.
Non va certamente dimenticata la teoria di alcuni studiosi, che affonderebbe le radici del Carnevale di Putignano negli ultimi secoli a.C., al tempo in cui la città era colonia della Magna Grecia e frequenti erano i riti propiziatori verso il dio Dioniso.
In questo caso, il 1394 rappresenterebbe il passaggio di “cristianizzazione” di una festa pagana già esistente.

### Nel '900
È solo nella prima metà del ‘900 che la maestranza artigianale del paese fa il suo ingresso da protagonista nel Carnevale di Putignano, mettendo arte, passione e competenza a totale disposizione del ludico spasso carnascialesco.
Con il tempo, i piccoli carretti sormontati da pupazzi di paglia e stracci, lasciano il posto ai primi carri allegorici dall’anima in ferro e il rivestimento di carta.La sfilata dei carri richiama l’intero paese e diverte tutti i ceti, il Carnevale, non più appannaggio esclusivo dei contadini, chiama chiunque a buttarsi nella mischia: è la festa di tutti. Il trionfo della cartapesta si raggiunge negli anni ’50 con l’introduzione di innumerevoli tecniche lavorative; al filo di ferro e alla carta di giornale inizia ad affiancarsi la lavorazione dell’argilla, facilmente reperibile in loco a basso costo.

## Tradizioni e riti
Dal 26 dicembre al martedì grasso, passando per la caratteristica Festa dell'Orso: il Carnevale di Putignano è un susseguirsi di riti, tradizioni, sfilate e processioni, in un continuo fondersi e alternarsi di sacro e profano. Ne è un esempio il 26 dicembre, giorno di Santo Stefano e delle Propaggini, così come il 17 gennaio, festa di Sant’Antonio Abate ma anche inizio degli appuntamenti del carnevale dai ritmi più sfrenati.

### La Festa dell'Orso
La Festa dell’Orso, celebrata il 2 febbraio in occasione della festa cristiana della Candelora, è uno degli eventi più simbolici del Carnevale di Putignano. Radicata in antiche tradizioni pre-cristiane, questa ricorrenza unisce il rito religioso della benedizione delle candele con un “oracolo meteorologico” popolare: secondo la credenza, se il giorno della Candelora è piovoso o nevoso, l’inverno è vicino alla fine; se invece il tempo è mite, la primavera è ancora lontana.
La rappresentazione teatrale, organizzata dall’Associazione Teatrale Hybris, ruota attorno alla figura dell’Orso, emblema del Carnevale e simbolo di ambivalenza: da un lato, una bestia pericolosa e minacciosa da cacciare; dall’altro, un presagio positivo di rinascita e prosperità legato all’arrivo della primavera. Il rito rievoca l’ancestrale rapporto tra uomo e natura, mostrando come l’Orso, pur spaventando, richiami anche sentimenti di familiarità e affinità. Questo animale, presente nei miti di diverse culture indo-europee e uralo-altaiche, rappresenta un ciclo di morte e rinascita, simboleggiando la fine dell’inverno con il suo “letargo” e il ritorno della vita con la primavera.
Lo spettacolo, organizzato da oltre 30 anni dall'associazione Hybris, coinvolge circa 50 figuranti, tra attori, danzatori, musici e figuranti, che interagiscono con due enormi orsi in cartapesta, alti tre metri, durante una azione scenica organizzata in più atti: la caccia, la cattura, il processo, l’uccisione dell’orso e la pronuncia del suo oracolo meteorologico. L’Orso, nella sua veste di bestia primitiva, irrompe nello spazio urbano, suscitando terrore e minacciando la comunità. La sua figura rappresenta i mali della società, il pretesto per metterli in pubblica piazza, la trasgressione delle leggi primordiali e l’eterna paura dell’ignoto e del subconscio, cui si contrappone una reazione collettiva e virile. Il rito drammatico si conclude con un atto simbolico di purificazione e rinnovamento, evocando il passaggio dalla paura al coraggio, dall’inverno alla primavera.
Questa rappresentazione teatrale, unica nel suo genere, ha ricevuto riconoscimenti anche fuori dai confini italiani, richiamando spettatori da tutta Europa e rinnovando una tradizione che mescola memoria storica e creatività contemporanea.

### I "Giovedì" del Carnevale
Ufficialmente il periodo carnascialesco decorre dal 26 dicembre, giorno delle Propaggini, ma è a partire dal 17 gennaio, con la festa di Sant'Antonio Abate, che il Carnevale entra nel vivo. Nella tradizione secolare del Carnevale di Putignano, a partire dal 17 gennaio, festa di Sant’Antonio Abate (‘a fést də Sant’Andùun, masckər i sùun), l’avvicendarsi delle settimane è scandito dalla centralità dei giovedì: in tempo di Carnevale, a Putignano i giovedì hanno una loro precisa identificazione di costume e sono storicamente dedicati ai diversi strati sociali della città. Se in passato il giovedì era sinonimo di banchetti e balli in maschera nei sottani del centro storico di Putignano (i cosiddetti jos’r), oggi è sinonimo di dissacrante satira: come si suol dire, semel in anno licet insanire, una volta l’anno è lecito impazzire.
Tra ironia e celebrazione, a partire dalla festa di Sant’Antonio fino alla conclusione del periodo carnascialesco, quando il calendario lo consente, ciascun giovedì è dedicato, in base ad un ordine assolutamente immutabile, a:
1. Monsignori (U sciuvədèiə di mənsignóor)
2. Preti (U sciuvədèiə di prìvət)
3. Monache (U sciuvədèiə di mónəch)
4. Vedovi e vedove (U sciuvədèiə di cattéev)
5. Pazzi, giovani non ancora sposati (U sciuvədèiə di pacciarìdd)
6. Donne sposate (U sciuvədèiə di fémmən accasàat)
7. Uomini sposati, i cosiddetti "cornuti" (U sciuvədèiə di chərnótər)

Il famoso giovedì dei Cornuti, animato dall’Accademia delle Corna, è senza ombra di dubbio il più sentito e folcloristico giovedì del Carnevale di Putignano. Dalle prime ore del mattino un allegro gruppo di uomini si riunisce inneggiando a canti e balli: è il “Cornèo”, il corteo dei cornuti. Alle 6:30 gli allegri figuranti si riuniscono nel Chiostro Comunale per lucidare le proprie corna e far visita al “Gran Cornuto dell’anno” eletto a sorpresa dai membri dell’Accademia. Un irresistibile momento goliardico concluso da una rinfrancante colazione a base, ovviamente, di cornetti. Ma non è di certo finita qui. In serata il rituale prosegue in Piazza Plebiscito con l’Ammasso (luogo in cui si raccolgono le corna tagliate): le corna vengono misurate ed eventualmente tagliate per mano di esperti “parrucchieri”. È questo il momento in cui si consuma il tanto atteso, solenne, purificatorio rito del Taglio delle Corna, uno spettacolo davvero esilarante. L’ultimo giovedì del Carnevale di Putignano continua con abbondanti scorpacciate di carne di maiale.
Dal 2012 l'Accademia delle Corna conferisce l'onorificenza di Gran Cornuto dell'anno a personaggi distintisi nel proprio settore professionale o sociale per competenza e proattività. La scelta, oltre che a personalità locali, è in alcuni anni ricaduta su personaggi politici o del mondo dello spettacolo, tra i quali:
- Paolo Rossi, anno 2014
- Michele Placido, anno 2016
- Vittorio Sgarbi ("in contumacia"), anno 2017
- Aldo Patruno, anno 2018
- Antonio Decaro, anno 2019
- Uccio De Santis, anno 2020
- Luciana Littizzetto, anno 2021
- Fiorello, con titolo di "Cornuto magnifico", anno 2023
- Nunzia Caputo, anno 2024
- Antonio Maria Vasile, anno 2025

Una serie di appuntamenti, i "Giovedì" del Carnevale, che intrecciano sacro e profano e ci portano indietro nel tempo. In passato, infatti, proprio questi giorni rappresentavano l'occasione per improvvisare all'interno degli "jos'r", tipici locali (cantine e sottani) del centro storico, balli sfrenati e banchetti in maschera. Oggi tale tradizione viene ripresa e arricchita da sagre, spettacoli, musica e divertimento per le strade del Centro storico.

### Carri allegorici in cartapesta
Tre domeniche prima del mercoledì delle ceneri si allestisce la prima delle quattro tradizionali sfilate dei carri allegorici in cartapesta, rappresentanti il mondo della politica, della cultura o della società. Il fascino dei carri allegorici e delle tipiche maschere del Carnevale di Putignano si basa sull'originalità, la raffinatezza, la delicatezza delle rifiniture della cartapesta ricca di caratteristiche particolari, realizzata con un procedimento che la "scuola putignanese" ha forgiato nel tempo ed ha custodito gelosamente tramandandone la tecnica da generazioni. La lavorazione della cartapesta, è uno dei passaggi finali indispensabili nel lungo e variegato lavoro artistico. Il procedimento della lavorazione è un prodigio artistico e tradizionale, che si realizza modellando e plasmando con arte gli strati di carta dei quotidiani ammorbidita dall'usuale colla di farina. La prima fase è quella della creatività, indispensabile per definire l'oggetto da costruire e i particolari del manufatto da realizzare.
Prima di tutto si modella una sagoma d'argilla, che poi darà forma e dettagli al prodotto finito. Completata, si passa al calco in gesso, che, come un negativo, conterrà la cartapesta depositata per dare le sembianze alla scultura. A questo punto si esegue una colata di gesso caldo sull'argilla in modo che avvolga tutta la struttura per assumere la forma voluta sin nelle più piccole sfumature. Il gesso raffreddato consentirà il distacco dall'argilla e allora si potrà iniziare con la cartapesta. Per la sua leggerezza e porosità è la carta dei quotidiani ad essere utilizzata per la costruzione, imbevuta nella caratteristica colla composta d'acqua, aceto e farina. Tagliuzzata in spesse striscioline viene fatta aderire al calco precedentemente rivestito d'olio che consentirà alla cartapesta di non attaccarsi alle parti gessate e asciugando ne favorirà il distacco. A questo punto il manufatto in cartapesta, che ha assunto le sembianze del primitivo modello d'argilla, viene rivestito di cartacemento per darle più resistenza, tenuta e impermeabilità e quindi dipinto con colori idrosolubili. Grazie alla leggerezza dei materiali sono stati creati carri di dimensioni maggiori e con movimenti effettuati, originariamente attraverso leve mosse da uomini.
Più tardi, si è ricorso a movimenti elettromeccanici che hanno reso quasi autonomo e più spettacolare il movimento. Negli ultimi anni, l'innovazione tecnologica ha permesso il passaggio a movimenti elettronici, attraverso il ricorso a computer che guidano l'alternarsi dei movimenti. La struttura dei carri di Putignano è realizzata in ferro, la cui preparazione dura circa quattro mesi.
Tra le decine di maestri cartapestai che hanno dato lustro al Carnevale, troviamo il maestro cartapestaio Armando Genco. Nel 1946 incominciò a cimentarsi con la cartapesta; nel 1949 al suo carro "Più ti denudi e men c'illudi" fu assegnato il primo premio, ma tutto il clero locale disapprovò l'audace scollatura della figura femminile. Spinto dal desiderio di animare le sue creazioni, nel 1950 sperimentò i primi complessi movimenti e la cartapesta rinforzata sul carro "Due ragazze e un marinaio"; infine nel 1953 introdusse la lavorazione dell'argilla. Le potenzialità della cartapesta da lui intuite ed esaltate, gli hanno consentito la realizzazione di vere opere d'arte unanimemente apprezzate, diventando per circa 30 anni il protagonista assoluto delle sfilate dei carri e vincendo numerosi premi.
Alla creatività e alla passione delle giovani leve della cartapesta putignanese, sono invece affidate le maschere di carattere: piccoli carri in cartapesta realizzati dai futuri maestri cartapestai del Carnevale di Putignano.
Dall'edizione del 2013 la Fondazione del Carnevale ha imposto agli artigiani, maestri cartapestai, la realizzazione di carri allegorici con un tema comune, in questo caso i film di Federico Fellini. Nell'edizione 2014 la Fondazione di Carnevale, frutto dell'esperienza dell'anno precedente, ha deciso di assegnare un tema comune per tutti i carri: la musica di Giuseppe Verdi. L'impostazione di un tema per le sfilate è stato poi riconfermato per gli anni successivi: i sette vizi capitali (2015), la Diversità (2016), i Mostri (2017), gli Eroi (2018), Satira e Liberà (2019), La Terra vista dal Carnevale (2020), l'evoluzione delle fiabe (2023), "Farinelite N360" (2024) e la Sovversione (2025).

### U Ndondər
U Ndondər è una delle tradizioni più radicate e ancestrali del Carnevale di Putignano. Il termine, derivante dal greco antico, significa "camminare dondolando, ondeggiando", e ben descrive lo spirito spensierato e oscillante di questa celebrazione popolare.
La storia di U Ndondər si perde nelle origini stesse del Carnevale. Anticamente, questo rito segnava il culmine della festa: al termine dell’unica sfilata annuale, che si teneva il martedì grasso intorno a mezzogiorno, un gruppo di personaggi allegri e carismatici trascinava l’intera comunità in un corteo improvvisato e festante. Con il sindaco in testa, maschere di ogni genere invadevano le strade, coinvolgendo chiunque incontrassero. L’atmosfera era animata da un’orchestra spontanea e chiassosa: coperchi di pentole, cucchiai di legno, battocchi e strumenti tradizionali come tamburi, chitarre e nacchere si mescolavano a trombette e altri oggetti capaci di produrre suoni assordanti. Le strade si riempivano di risate, colori e rumori, con i cittadini che, affacciati agli usci, si univano al corteo, creando un vortice di allegria collettiva.
Tuttavia, questa esplosione di gioia fu interrotta nel 1954, quando l’allora Sindaco decise di proibire il rito a causa di comportamenti inappropriati e provocatori da parte di alcuni partecipanti esterni. Dopo questa pausa, negli ultimi anni U Ndondər è tornato in vita in una veste rinnovata e più inclusiva, come U Ndondər dei bambini, mantenendo vivo lo spirito originario di una tradizione che incarna l’anima autentica del Carnevale di Putignano: l’incontro spontaneo, l’esuberanza e la capacità di trasformare la strada in un teatro di pura festa.

### L'estrema unzione del Carnevale
Alla vigilia dell’ultimo giorno, un corteo di figuranti in vesti sacerdotali impartisce l’estrema unzione al Carnevale ormai in fin di vita, offrendo al pubblico una sceneggiata divertente e dissacrante.
Il rito dell'Estrema unzione è una delle tradizioni più caratteristiche del Carnevale di Putignano, unico in Europa per la sua originalità e portata storica. Celebrato il lunedì di Carnevale, noto localmente come "a deje d minz" (il giorno di mezzo), questo evento si svolge principalmente nelle strade del centro storico.
Il corteo è composto da figuranti mascherati in grottesche vesti ecclesiali, che impersonano vescovi, prelati, sacerdoti e suore intenti a impartire l’estrema unzione al Carnevale, ormai "morente". La processione, in tono goliardico e dissacrante, attraversa le vie cittadine simulando tristezza e sconforto per l’imminente chiusura dei festeggiamenti. Contestualmente, viene recitato il "testamento di Carnevale", in cui si elencano vizi e malefatte della comunità, denunciati pubblicamente in chiave ironica e simbolica come un atto di purificazione collettiva.
Questo rito, risalente a secoli fa, mescola sacro e profano, enfatizzando il carattere liberatorio e sociale del Carnevale. Nella mattina dell'ultimo giorno le maschere indossavano abiti scuri e piangevano teatralmente, ammonendo i passanti a prepararsi al periodo penitenziale. Nel passato, il lunedì di Carnevale era anche occasione per partecipare a veglioni e balli nelle sale del comprensorio cittadino, aggiungendo un ulteriore elemento di festa e convivialità a questa antica tradizione.

### Il Funerale del Carnevale
Giunto il martedì grasso, il Carnevale volge al suo epilogo: un maiale di cartapesta, simbolo di eccessi e sregolatezza, attraversa la città in un funerale stravagante e surreale, tra fasti e paradossi. Un rogo purificatorio segna la fine degli eccessi e l’ingresso nell'austera penitenza quaresimale, lasciando solo un grande mucchio di cenere.
Il funerale del Carnevale rappresenta l’epilogo simbolico dei festeggiamenti e si svolge il Martedì Grasso, con una processione surreale che attraversa le vie della città. Al centro di questa cerimonia c’è il "caro estinto", un maiale di cartapesta che incarna gli eccessi e la sregolatezza del periodo carnascialesco. Dopo l’ultima sfilata dei carri allegorici, spesso programmata in orario serale, il corteo funebre si snoda tra le strade del centro e del borgo antico, accompagnato da una teatralità che mescola fasto e paradosso. La celebrazione culmina con un rogo purificatorio, durante il quale il maiale viene bruciato. Questo gesto simboleggia la fine delle esagerazioni e il passaggio all’austerità della Quaresima, lasciando solo un mucchio di cenere a testimonianza del cambiamento. L’evento è un momento di forte partecipazione e coinvolgimento, che chiude in modo spettacolare il periodo di festa.

### La Campana dei Maccheroni
La Campana dei Maccheroni è uno dei riti più suggestivi legati al Carnevale di Putignano, risalente a tradizioni diffuse anche in altri centri del meridione d’Italia. La celebrazione si svolge la sera del Martedì Grasso e rappresenta simbolicamente il passaggio dalla spensieratezza del Carnevale al tempo di penitenza della Quaresima. Fino alla metà dell’Ottocento, un’ora prima della mezzanotte, il campanone della Chiesa Madre di Putignano emetteva 365 rintocchi, uno per ogni giorno dell’anno, per ricordare la fine dei festeggiamenti. Questo rito venne bruscamente interrotto e cadde in disuso per oltre un secolo.
Grazie agli studi del professor Pietro Sisto e all’impegno dell’Associazione Culturale "La Zizzania", nel 1997 la tradizione è stata recuperata e trasformata in un evento di piazza. Da allora, la Campana dei Maccheroni è tornata a essere un appuntamento immancabile del Carnevale putignanese, arricchito da elementi moderni.
In una piazza della città, viene collocata un’enorme campana di cartapesta, simbolo della manifestazione. I 365 rintocchi, registrati e amplificati, accompagnano l’ultima ora del Carnevale, mentre i partecipanti si concedono un piatto di maccheroni al sugo con salsiccia, tradizionalmente serviti insieme a un bicchiere di vino. La celebrazione culmina a mezzanotte, quando due officianti distribuiscono cenere sui presenti, segnando l’inizio della Quaresima.
Questo rito rappresenta l’anima del Carnevale di Putignano, coniugando memoria storica e festa comunitaria. Gli ultimi 60 minuti diventano così un’occasione per salutare i festeggiamenti con balli, musica e convivialità, in un’atmosfera carica di emozione e tradizione. Gli ultimi istanti del Carnevale sono segnati dai rintocchi della Campana dei maccheroni: 365 colpi, uno per ogni giorno dell'anno, scandiscono l'ora finale. Tra balli, piatti di pasta e fiumi di vino, i festaioli celebrano la fine degli eccessi, mentre la Quaresima si prepara a soffocare la festa.

### N'de Jos'r
Gli Jusi (i josər in dialetto putignanese) sono i tradizionali sottani del centro storico di Putignano, abitazioni situate al piano terra con ingresso diretto sulla strada. Un tempo, erano spazi essenziali della vita quotidiana: modeste dimore popolari, spesso composte da un unico ambiente con una volta a botte o a crociera.
Durante il Carnevale di Putignano, questi luoghi si trasformavano in vivaci punti di incontro: le porte si aprivano alla comunità e i josər diventavano piccole osterie improvvisate, scenari di balli, musica, degustazioni e festeggiamenti spontanei. Qui si respirava l’anima più autentica del Carnevale, tra convivialità e tradizione popolare. Già negli anni '50 e '60 era usanza organizzare serate danzanti nei bassi del borgo antico, che si arricchivano di decorazioni colorate e accoglievano gruppi mascherati e non, nei Giovedì, il sabato o negli ultimi giorni di Carnevale.
Durante il Carnevale, gli Jusi venivano addobbati con nastri colorati, le sedute erano disposte lungo le pareti e un buffet ricco di specialità tradizionali era sistemato in un angolo. Le pignate di terracotta cuocevano lentamente le brasciole nel sugo, mentre il vino rosso scaldava gli animi e animava la festa. A concludere, le immancabili Chiacchiere di Carnevale e i dolci di mandorle, sigillo di una convivialità autentica.
Negli ultimi anni, la festa si è progressivamente spostata dagli Jusi alle strade del centro storico, trasformando l’intero borgo in un’esperienza diffusa che coinvolge tutto il tessuto urbano. Sebbene oggi il Carnevale si esprima con nuove forme e scenari, il ricordo degli Jusi resta vivo nella memoria collettiva, simbolo di una festa che affonda le radici nella cultura e nell’identità putignanese, esaltando il legame profondo tra la celebrazione e la comunità.

## Maschera
Farinella (dialetto: Farənedd) è la maschera pugliese tipica del carnevale di Putignano.
Farinella è la maschera simbolo del Carnevale di Putignano, radicata nella tradizione locale e nella cultura popolare. Il suo nome deriva dal piatto più rappresentativo della cucina putignanese: una farina finissima di ceci e orzo, abbrustoliti e macinati, che per secoli ha nutrito le tavole contadine come alimento semplice e versatile.
La prima versione di Farinella, apparsa nei racconti del passato, era quella di un ubriacone trasandato, senza tratti distintivi, incarnazione della povertà e dell’esuberanza popolare. Tuttavia, negli anni ’50, su iniziativa dell'allora presidente del Carnevale, la maschera fu reinventata dal grafico Mimmo Castellano.
Castellano trasformò Farinella in una figura vivace e iconica, unendo tratti di Arlecchino e del Jolly delle carte da gioco. Il suo costume a toppe multicolori fu arricchito con un gonnellino rosso e blu, i colori della città, e un cappello a tre punte con campanelli, simbolo dei tre colli di Putignano. Del vecchio Farinella rimase solo il volto rubizzo e il naso rosso, emblemi del carattere scanzonato e ironico dei putignanesi.
Oltre alla sua veste festosa, Farinella è ricordato anche come l’eroe che salvò Putignano dall’invasione saracena. La leggenda narra che, avvertiti dell’arrivo dei razziatori, gli abitanti si riunirono per decidere come reagire. Fu il fornaio Farinella, con la sua astuzia, a proporre un piano ingegnoso: fingere che la città fosse colpita da una terribile epidemia. I cittadini, seguendo le sue istruzioni, si cosparsero di farinella per simulare pustole contagiose e si travestirono da monatti, con abiti rossi e blu e campanelli tintinnanti per segnalare il loro passaggio. Quando i saraceni arrivarono, furono accolti da un’apparente scena di desolazione e malattia. Spaventati, fuggirono senza combattere. Grazie a questa trovata, Putignano fu salva, e Farinella venne celebrato come l’eroe che con il suo ingegno aveva protetto la città. Da allora, la sua figura è divenuta simbolo del Carnevale, incarnando l’anima del popolo: ironica, astuta e profondamente legata alla propria terra.
Farinella non è solo una maschera, ma un’icona che rappresenta l’essenza stessa del Carnevale di Putignano: un tempo di gioia, eccesso e riflessione. La sua storia, che mescola realtà e leggenda, continua a vivere ogni anno, celebrando il carattere unico e inimitabile di Putignano e della sua gente.